# Fernando Chinarro
Fernando Chinarro Molina (Madrid, 11 de octubre de 1939) es un actor español.

## Biografía
Conocido, fundamentalmente, por sus apariciones en televisión debutó en el medio en la década de 1960, interviniendo en multitud de representaciones de teatro televisado en espacios como Estudio 1, Teatro de siempre, Hora once o Noche de teatro.
La explosión de popularidad, sin embargo, le llega a partir de 1973. Desde ese año y durante nueve temporadas, acompañó a Los payasos de la tele en el programa infantil El gran circo de TVE, dando siempre vida -bajo el nombre de Señor Chinarro- al personaje gruñón y malhumorado víctima permanente de las bromas de Gaby, Fofó, Miliki y Fofito. En alguna temporada, además, se convirtió en jefe de pista del circo televisivo. Tras la cancelación del programa el actor continuó su carrera combinando teatro, cine y televisión.
Sobre los escenarios puede mencionarse su paso por diversas ediciones del Festival de Teatro Clásico de Mérida, con obras como Golfus de Emérita Augusta (1983), Electra (1984),  de Eurípides, La dulce Cásina (1995), de Plauto, Anfitrión (1996), de Plauto y El eunuco (1998), de Terencio. Además, en 1991 intervino en el montaje de Comedias bárbaras (1991), de Valle-Inclán, dirigido por José Carlos Plaza.
Su popularidad fue tal que existe una banda musical en España, que adoptó precisamente como nombre el de Sr. Chinarro.
En 2009 protagonizó el cortometraje documental Chinarro, dirigido por Paco España.

## Filmografía

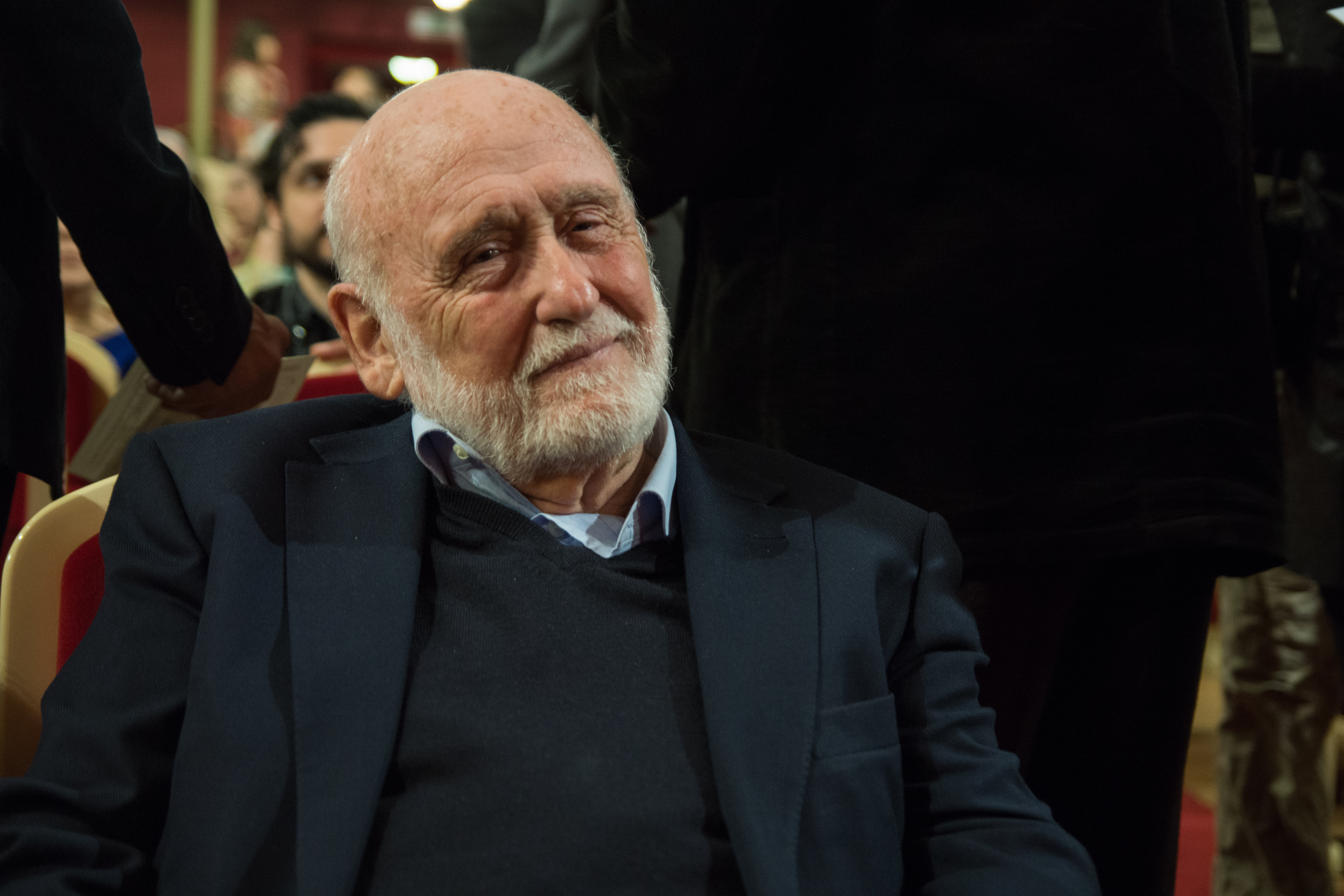
Fernando Chinarro

- Los muertos no se tocan, nene (2011)
- Balada triste de trompeta (2010).... Abuelo
- Chinarro (2009, cortometraje documental)
- Isi & Disi, alto voltaje (2006) .... Juez
- Desde que amanece apetece (2005)
- Isi/Disi. Amor a lo bestia (2004) .... Decano
- El lado oscuro (2002)
- Peor imposible, ¿qué puede fallar? (2002) .... Abuelo
- El deseo de ser piel roja (2002) .... Anciano
- Buñuel y la mesa del rey Salomón (2001) .... Jacinto Baños
- Gente pez (2001) .... Señor en el parque
- Loops (2001, cortometraje) .... Dimas
- Parabellum (1998, cortometraje) .... Chinarro
- Los hombres siempre mienten (1995) .... Oscar
- El misterio del pito desaparecido (1995)
- La sombra del delator (1993)
- Y creó en el nombre del padre (1993, cortometraje)
- Dyningar (1991) .... Gen. Rodríguez
- Hermano del espacio (1988)
- Terroristas (1987)
- Lorca, muerte de un poeta (1986)....Don Federico
- Dragon Rapide (1986) .... Dr. Gabarda
- Futuro perfecto (1986)
- Crimen en familia (1985) .... Financier
- El caso Almería (1984)
- Mar brava (1983) .... Pescador
- Los Pícaros .... Corregidor
- Buscando a Perico (1982)
- Bienes de consumo y calidad de vida (1982)
- Gay Club (1981)
- Aquella casa en las afueras (1980)
- Esperando a papá (1980)
- Despido improcedente (1980)
- Operación Ogro (1979) .... Cirujano
- Siete días de enero (1979)
- El diputado (1978)
- Sonámbulos (1978)
- Las truchas (1978)
- La guerra de papá (1977)
- Acto de posesión (1977)
- Camada negra (1977)
- El monosabio (1977)
- Emilia... parada y fonda (1976)
- La mujer es cosa de hombres (1976)
- Crimen de doble filo

## Teatro (selección)
- Cuando las nubes cambian de nariz (1961) de Eduardo Criado.
- Por la fuente, Juana (1962), de Lope de Vega.
- Nueve brindis por un rey (1974) de Jaime Salom.
- La resistible ascension de Arturo Ui (1975) de Bertolt Brecht
- Comedias bárbaras (1991) de Ramón María del Valle-Inclán
- Fortunata y Jacinta (1994) de Benito Pérez Galdós[4]
- Pelo de tormenta (1997) de Francisco Nieva
- Los árboles mueren de pie (2003) de Alejandro Casona

## Televisión
- Hermanos y detectives
  - No me quieras tanto (4 de enero de 2009)
- Como el perro y el gato
  - El vividor regresa a casa (24 de mayo de 2007)
- Génesis, en la mente del asesino
  - En la carreteta (11 de marzo de 2007)
- Aída
  - Black Is Black (25 de septiembre de 2005)
- Hospital Central
  - A mano armada (29 de septiembre de 2004)
  - Quedamos a cenar (15 de octubre de 2008)
- Carlota (31 de mayo de 2000)
- Hermanas
  - Si yo fuera superiora (6 de julio de 1998)
- Querido maestro (1996-1998)
- La casa de los líos
  - Dos novios atómicos (1996)
- Éste es mi barrio
  - Un difunto para dos (1 de enero de 1997)
- Médico de familia
  - Buenas migas (31 de octubre de 1995)
- El gran circo de TVE
  - (19 de febrero de 1994)
  - (5 de marzo de 1995)
  - (12 de marzo de 1995)
  - (26 de marzo de 1995)
  - (2 de abril de 1995)
  - (9 de abril de 1995)
  - (23 de abril de 1995)
  - (30 de abril de 1995)
  - (7 de mayo de 1995)
  - (14 de mayo de 1995)
  - (21 de mayo de 1995)
  - (28 de mayo de 1995)
  - (11 de junio de 1995)
  - (26 de agosto de 1995)
  - (9 de septiembre de 1995)
- Farmacia de guardia
  - Los visitantes (1 de enero de 1993)
  - Al rey Melchor le duelen las muelas (6 de enero de 1994)
  - Poesías en la farmacia (20 de octubre de 1994)
- Los ladrones van a la oficina
  - Bueno, bonita, barato (1 de enero de 1993)
- Primera función
- La forja de un rebelde (1990)
  - Los pequeños burgueses (2 de noviembre de 1989)
- Clase media
  - El milagro de Fray Bernardino (1 de enero de 1987)
  - Los que no tenemos reales (1 de enero de 1987)
- Lorca, muerte de un poeta (1987)
- El juglar y la reina
  - Raquel de Toledo (19 de diciembre de 1978)
- Curro Jiménez
  - Veinte mil onzas mejicanas (12 de enero de 1977)
- Cuentos y leyendas
  - El estudiante de Salamanca (19 de diciembre de 1975)
- El pícaro
  - Capítulo 3: En el que Lucas Trapaza conoce a un mozo barbero que esquila a un pobre y a un rico
- Noche de teatro 
  - Las Meninas (28 de junio de 1974)
- El gran circo de TVE (1973-1982)
- Mónica de medianoche
  - No me gusta discutir (13 de agosto de 1973)
- Compañera te doy 
  - El motivo (18 de junio de 1973)
- Pequeño estudio
  - La carta de anteayer (9 de marzo de 1973)
- Hora once
  - El tonelero de Núremberg (26 de agosto de 1972)
  - 23 de diciembre de 1972
  - El caballero de las botas azules (29 de enero de 1973)
  - El delincuente honrado (28 de mayo de 1973)
- Novela
  - Persuasión (14 de febrero de 1972)
  - Las palmeras de cartón (25 de abril de 1977)
- Personajes a trasluz 
  - Lily Lomam (15 de septiembre de 1970)
- Teatro de siempre 
  - Por la fuente, Juana (6 de julio de 1970)
  - Los tres maridos burlados (25 de diciembre de 1972)
- Estudio 1
  - Tío Vania (11 de noviembre de 1969)
  - El chico de los Winslow (29 de enero de 1970)
  - El avaro (14 de abril de 1972)
  - Milagro en casa de los López (1 de septiembre de 1972)
  - Adiós, señorita Ruth (8 de noviembre de 1978)
- Primera fila
  - La bella desconocida (26 de agosto de 1964)